# Dusičnan ceritý
Dusičnan ceritý je anorganická sloučenina s chemickým vzorcem Ce(NO3)3. Nejčastěji se vyskyuje jako hexahydrát.

## Výroba
Dusičnan ceritý lze připravit rozpuštěním ceru v kyselině dusičné,
{\displaystyle {\ce {Ce + 4HNO3 -> Ce(NO3)3 + NO + 2H2O}}}
rozpuštěním oxidu nebo hydroxidu ceritého v kyselině dusičné:

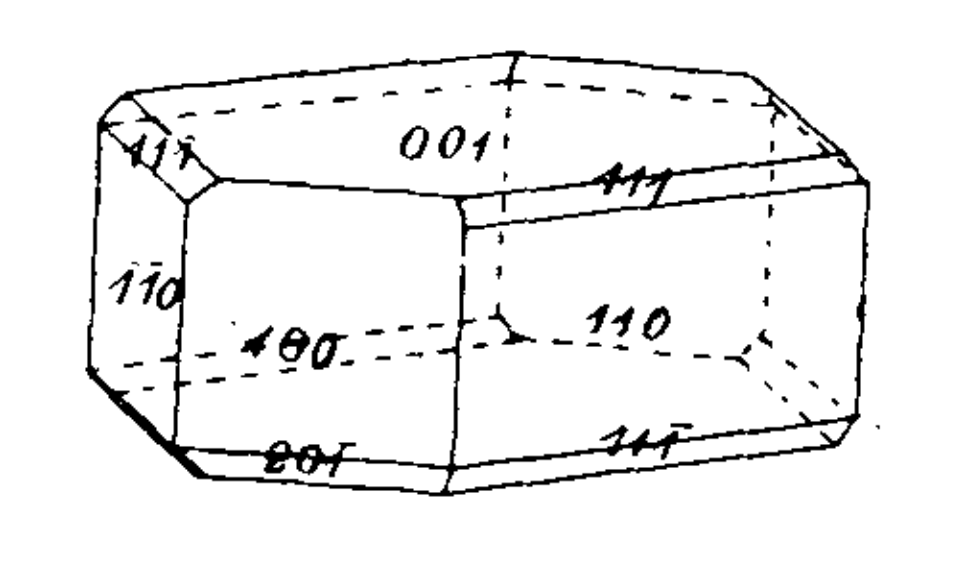
Model krystalové struktury hexahydrátu dusičnanu ceritého

{\displaystyle {\ce {Ce2O3 + 6HNO3 -> 2Ce(NO3)3 + 3H2O}}}
{\displaystyle {\ce {Ce(OH)3 + 3HNO3 -> Ce(NO3)3 + 3H2O}}}

## Vlastnosti
Dusičnan ceritý jako hexahydrát je pevná látka, která je ve formě bezbarvých fólií nebo velmi malých hranolů. Má triklinickou krystalovou strukturu s krystalovou skupinou P 1 (skupina č. 2) . Při 100 °C se přemění na trihydrát, který se sám rozkládá při teplotách nad 200 °C.
Bezvodá sůl se získá sušením krystalického hydrátu:
{\displaystyle {\ce {Ce(NO3)3*6H2O\ \xrightarrow {20^{o}C,P_{4}O_{10}} \ Ce(NO3)3\ +6H2O}}}
Rozkládá se při zahřívání:
{\displaystyle {\ce {4Ce(NO3)3\ \xrightarrow {700-750^{o}C} \ 2Ce2O3\ +12NO2\ +3O2}}}
Krystalický hydrát se při zahřátí změní:
{\displaystyle {\ce {2Ce(NO_{3})_{3}*6H2O\ \xrightarrow {200-250^{o}C} \ 2Ce(NO3)O\ +4NO2\ +O2\ +12H2O}}}
Reaguje se zásadami:
{\displaystyle {\ce {Ce(NO3)3\ +3NaOH->Ce(OH)3\downarrow +3NaNO3}}}
Reaguje s kyselinou sírovou:
{\displaystyle {\ce {2Ce(NO3)3\ +3H2SO4->Ce2(SO4)3\downarrow +6HNO3}}}
Reakce s uhličitany alkalických kovů:
{\displaystyle {\ce {2Ce(NO3)3\ +3K2CO3->Ce2(CO3)3\downarrow +6KNO3}}}

## Využití
Hexahydrát se používá jako součást krémů na ošetření spálenin, obsahujících také sulfadiazin stříbrný. U velmi vážných popálenin snižuje riziko úmrtí.